# System ligowy piłki nożnej w Walii
Walijski system ligowy składa się z powiązanych ze sobą lig, kontrolowanych przez Walijski Związek Piłki Nożnej. Składa się z 164 drużyn w 11 ligach podzielonych na 4 stopni rozgrywkowych. Poniżej nich usytuowane są ligi regionalne, kontrolowane przez regionalne związki piłki nożnej, a nie przez związek krajowy. Można z nich spaść bądź awansować na wyższe szczeble.
| Poziom | Liga | Liga | Liga | Liga | Liga | Liga | Liga | Liga | Liga | Liga |
| ------ | --- | --- | --- | --- | --- | --- | --- | --- | --- | --- |
| 1      | Welsh Premier League (Corbett Sports Welsh Premier Football League) 12 klubów                               | Welsh Premier League (Corbett Sports Welsh Premier Football League) 12 klubów                               | Welsh Premier League (Corbett Sports Welsh Premier Football League) 12 klubów                                                      | Welsh Premier League (Corbett Sports Welsh Premier Football League) 12 klubów                                                      | Welsh Premier League (Corbett Sports Welsh Premier Football League) 12 klubów                                                                                              | Welsh Premier League (Corbett Sports Welsh Premier Football League) 12 klubów                                                                                              | Welsh Premier League (Corbett Sports Welsh Premier Football League) 12 klubów | Welsh Premier League (Corbett Sports Welsh Premier Football League) 12 klubów | Welsh Premier League (Corbett Sports Welsh Premier Football League) 12 klubów | Welsh Premier League (Corbett Sports Welsh Premier Football League) 12 klubów |
| 2      | Cymru Alliance (Huws Gray Alliance) 16 klubów                                                               | Cymru Alliance (Huws Gray Alliance) 16 klubów                                                               | Cymru Alliance (Huws Gray Alliance) 16 klubów                                                                                      | Cymru Alliance (Huws Gray Alliance) 16 klubów                                                                                      | Cymru Alliance (Huws Gray Alliance) 16 klubów | Cymru Alliance (Huws Gray Alliance) 16 klubów | Welsh Football League Division One (Nathanielcars.co.uk Welsh League First Division) 16 klubów | Welsh Football League Division One (Nathanielcars.co.uk Welsh League First Division) 16 klubów | Welsh Football League Division One (Nathanielcars.co.uk Welsh League First Division) 16 klubów | Welsh Football League Division One (Nathanielcars.co.uk Welsh League First Division) 16 klubów |
| 3      | Welsh National League Premier Division (Guy Walmsley & Co Welsh National League Premier Division) 16 klubów | Welsh National League Premier Division (Guy Walmsley & Co Welsh National League Premier Division) 16 klubów | Welsh Alliance League Division One (Lock Stock Welsh Alliance Division 1) 15 klubów                                                | Welsh Alliance League Division One (Lock Stock Welsh Alliance Division 1) 15 klubów                                                | Mid Wales Football League Division One (SPAR Mid-Wales Football League Division 1) 16 klubów                                                                               | Mid Wales Football League Division One (SPAR Mid-Wales Football League Division 1) 16 klubów                                                                               | Welsh Football League Division Two (Nathanielcars.co.uk Welsh League Second Division) 16 klubów | Welsh Football League Division Two (Nathanielcars.co.uk Welsh League Second Division) 16 klubów | Welsh Football League Division Two (Nathanielcars.co.uk Welsh League Second Division) 16 klubów | Welsh Football League Division Two (Nathanielcars.co.uk Welsh League Second Division) 16 klubów |
| 4      | Welsh National League Division One (Guy Walmsley & Co Welsh National League Division Two) 11 klubów         | Welsh National League Division One (Guy Walmsley & Co Welsh National League Division Two) 11 klubów         | Welsh Alliance League Division Two (Lock Stock Welsh Alliance Division 2) 13 klubów                                                | Welsh Alliance League Division Two (Lock Stock Welsh Alliance Division 2) 13 klubów                                                | Mid Wales Football League Division Two (SPAR Mid-Wales Football League Division 2) 14 klubów                                                                               | Mid Wales Football League Division Two (SPAR Mid-Wales Football League Division 2) 14 klubów                                                                               | Welsh Football League Division Three (Nathanielcars.co.uk Welsh League Division Three) 19 klubów | Welsh Football League Division Three (Nathanielcars.co.uk Welsh League Division Three) 19 klubów | Welsh Football League Division Three (Nathanielcars.co.uk Welsh League Division Three) 19 klubów | Welsh Football League Division Three (Nathanielcars.co.uk Welsh League Division Three) 19 klubów |
| 5      | Clwyd East Football League 12 klubów                                                                        | Clwyd East Football League 12 klubów                                                                        | Gwynedd League 11 klubów Clwyd League Premier Division 11 klubów                                                                   | Gwynedd League 11 klubów Clwyd League Premier Division 11 klubów                                                                   | Aberystwyth League Division One 10 klubów Montgomeryshire Football League Division One 12 klubów Ceredigion League Division One 11 klubów Mid Wales South League 12 klubów | Aberystwyth League Division One 10 klubów Montgomeryshire Football League Division One 12 klubów Ceredigion League Division One 11 klubów Mid Wales South League 12 klubów | Gwent County League Division One 16 klubów South Wales Amateur League Division One 16 klubów South Wales Senior League Division One 13 klubów Carmarthenshire League Premier Division 12 klubów Neath & District League Premier Division 12 klubów Pembrokeshire League Division One 14 klubów Swansea Senior League Division One 10 klubów | Gwent County League Division One 16 klubów South Wales Amateur League Division One 16 klubów South Wales Senior League Division One 13 klubów Carmarthenshire League Premier Division 12 klubów Neath & District League Premier Division 12 klubów Pembrokeshire League Division One 14 klubów Swansea Senior League Division One 10 klubów | Gwent County League Division One 16 klubów South Wales Amateur League Division One 16 klubów South Wales Senior League Division One 13 klubów Carmarthenshire League Premier Division 12 klubów Neath & District League Premier Division 12 klubów Pembrokeshire League Division One 14 klubów Swansea Senior League Division One 10 klubów | Gwent County League Division One 16 klubów South Wales Amateur League Division One 16 klubów South Wales Senior League Division One 13 klubów Carmarthenshire League Premier Division 12 klubów Neath & District League Premier Division 12 klubów Pembrokeshire League Division One 14 klubów Swansea Senior League Division One 10 klubów |
| 6      | | | Anglesey League First Division 12 klubów Caernarfon & District League First Division 10 klubów Clwyd League Division One 10 klubów | Anglesey League First Division 12 klubów Caernarfon & District League First Division 10 klubów Clwyd League Division One 10 klubów | Aberystwyth League Division Two 9 klubów Montgomeryshire Football League Division Two 12 klubów Ceredigion League Division Two 11 klubów                                   | Aberystwyth League Division Two 9 klubów Montgomeryshire Football League Division Two 12 klubów Ceredigion League Division Two 11 klubów                                   | Gwent County League Division Two 16 klubów South Wales Amateur League Division Two 14 klubów South Wales Senior League Division Two 14 klubów Carmarthenshire League Division One 12 klubów Neath & District League Division One 10 klubów Pembrokeshire League Division Two 14 klubów Swansea Senior League Division Two 10 klubów | Gwent County League Division Two 16 klubów South Wales Amateur League Division Two 14 klubów South Wales Senior League Division Two 14 klubów Carmarthenshire League Division One 12 klubów Neath & District League Division One 10 klubów Pembrokeshire League Division Two 14 klubów Swansea Senior League Division Two 10 klubów | Gwent County League Division Two 16 klubów South Wales Amateur League Division Two 14 klubów South Wales Senior League Division Two 14 klubów Carmarthenshire League Division One 12 klubów Neath & District League Division One 10 klubów Pembrokeshire League Division Two 14 klubów Swansea Senior League Division Two 10 klubów | Gwent County League Division Two 16 klubów South Wales Amateur League Division Two 14 klubów South Wales Senior League Division Two 14 klubów Carmarthenshire League Division One 12 klubów Neath & District League Division One 10 klubów Pembrokeshire League Division Two 14 klubów Swansea Senior League Division Two 10 klubów |
| 7      | | | | | | | Gwent County League Division Three 14 klubów Aberdare Valley League Premier Division 10 klubów Bridgend & District League Premier Division 13 klubów Cardiff & District League Premier Division 9 klubów Cardiff Combination League Premier Division 7 klubów Merthyr & District League Premier Division 8 klubów Port Talbot Football League Premier Division 10 klubów Rhondda & District League Premier Division 14 klubów Taff Ely & Rhymney Valley Alliance League Saturday Premier League 10 klubów Taff Ely & Rhymney Valley Alliance League Sunday Premier League 11 klubów Vale of Glamorgan League Premier Division 11 klubów Carmarthenshire League Division Two 12 klubów Neath & District League Division Two 10 klubów Pembrokeshire League Division Three 14 klubów Swansea Senior League Division Three 9 klubów     | Gwent County League Division Three 14 klubów Aberdare Valley League Premier Division 10 klubów Bridgend & District League Premier Division 13 klubów Cardiff & District League Premier Division 9 klubów Cardiff Combination League Premier Division 7 klubów Merthyr & District League Premier Division 8 klubów Port Talbot Football League Premier Division 10 klubów Rhondda & District League Premier Division 14 klubów Taff Ely & Rhymney Valley Alliance League Saturday Premier League 10 klubów Taff Ely & Rhymney Valley Alliance League Sunday Premier League 11 klubów Vale of Glamorgan League Premier Division 11 klubów Carmarthenshire League Division Two 12 klubów Neath & District League Division Two 10 klubów Pembrokeshire League Division Three 14 klubów Swansea Senior League Division Three 9 klubów     | Gwent County League Division Three 14 klubów Aberdare Valley League Premier Division 10 klubów Bridgend & District League Premier Division 13 klubów Cardiff & District League Premier Division 9 klubów Cardiff Combination League Premier Division 7 klubów Merthyr & District League Premier Division 8 klubów Port Talbot Football League Premier Division 10 klubów Rhondda & District League Premier Division 14 klubów Taff Ely & Rhymney Valley Alliance League Saturday Premier League 10 klubów Taff Ely & Rhymney Valley Alliance League Sunday Premier League 11 klubów Vale of Glamorgan League Premier Division 11 klubów Carmarthenshire League Division Two 12 klubów Neath & District League Division Two 10 klubów Pembrokeshire League Division Three 14 klubów Swansea Senior League Division Three 9 klubów     | Gwent County League Division Three 14 klubów Aberdare Valley League Premier Division 10 klubów Bridgend & District League Premier Division 13 klubów Cardiff & District League Premier Division 9 klubów Cardiff Combination League Premier Division 7 klubów Merthyr & District League Premier Division 8 klubów Port Talbot Football League Premier Division 10 klubów Rhondda & District League Premier Division 14 klubów Taff Ely & Rhymney Valley Alliance League Saturday Premier League 10 klubów Taff Ely & Rhymney Valley Alliance League Sunday Premier League 11 klubów Vale of Glamorgan League Premier Division 11 klubów Carmarthenshire League Division Two 12 klubów Neath & District League Division Two 10 klubów Pembrokeshire League Division Three 14 klubów Swansea Senior League Division Three 9 klubów     |
| 8      | | | | | | | East Gwent League Division One 10 klubów Gwent Central League Division One 14 klubów Newport and District League Premier X 11 klubów Newport and District League Premier y 15 klubów North Gwent League Division Premier Division 9 klubów Aberdare Valley League Division One 8 klubów Bridgend & District League Division One 9 klubów Cardiff & District League Division One 9 klubów Cardiff Combination League Division One 8 klubów Merthyr & District League Division One 14 klubów Taff Ely & Rhymney Valley Alliance League Saturday Division One 11 klubów Taff Ely & Rhymney Valley Alliance League Sunday Division One 8 klubów Vale of Glamorgan League Division One 14 klubów Carmarthenshire League Division Three 7 klubów Pembrokeshire League Division Four 14 klubów Swansea Senior League Division Four 8 klubów | East Gwent League Division One 10 klubów Gwent Central League Division One 14 klubów Newport and District League Premier X 11 klubów Newport and District League Premier y 15 klubów North Gwent League Division Premier Division 9 klubów Aberdare Valley League Division One 8 klubów Bridgend & District League Division One 9 klubów Cardiff & District League Division One 9 klubów Cardiff Combination League Division One 8 klubów Merthyr & District League Division One 14 klubów Taff Ely & Rhymney Valley Alliance League Saturday Division One 11 klubów Taff Ely & Rhymney Valley Alliance League Sunday Division One 8 klubów Vale of Glamorgan League Division One 14 klubów Carmarthenshire League Division Three 7 klubów Pembrokeshire League Division Four 14 klubów Swansea Senior League Division Four 8 klubów | East Gwent League Division One 10 klubów Gwent Central League Division One 14 klubów Newport and District League Premier X 11 klubów Newport and District League Premier y 15 klubów North Gwent League Division Premier Division 9 klubów Aberdare Valley League Division One 8 klubów Bridgend & District League Division One 9 klubów Cardiff & District League Division One 9 klubów Cardiff Combination League Division One 8 klubów Merthyr & District League Division One 14 klubów Taff Ely & Rhymney Valley Alliance League Saturday Division One 11 klubów Taff Ely & Rhymney Valley Alliance League Sunday Division One 8 klubów Vale of Glamorgan League Division One 14 klubów Carmarthenshire League Division Three 7 klubów Pembrokeshire League Division Four 14 klubów Swansea Senior League Division Four 8 klubów | East Gwent League Division One 10 klubów Gwent Central League Division One 14 klubów Newport and District League Premier X 11 klubów Newport and District League Premier y 15 klubów North Gwent League Division Premier Division 9 klubów Aberdare Valley League Division One 8 klubów Bridgend & District League Division One 9 klubów Cardiff & District League Division One 9 klubów Cardiff Combination League Division One 8 klubów Merthyr & District League Division One 14 klubów Taff Ely & Rhymney Valley Alliance League Saturday Division One 11 klubów Taff Ely & Rhymney Valley Alliance League Sunday Division One 8 klubów Vale of Glamorgan League Division One 14 klubów Carmarthenshire League Division Three 7 klubów Pembrokeshire League Division Four 14 klubów Swansea Senior League Division Four 8 klubów |
| 9      | | | | | | | East Gwent League Division Two 9 klubów Gwent Central League Division Two 13 klubów Newport and District League Division One 16 klubów North Gwent League Division Division One 7 klubów Aberdare Valley League Division Two 9 klubów Cardiff & District League Division Two 10 klubów Cardiff Combination League Division Two 8 klubów Vale of Glamorgan League Division Two 13 klubów Pembrokeshire League Division Five 16 klubów | East Gwent League Division Two 9 klubów Gwent Central League Division Two 13 klubów Newport and District League Division One 16 klubów North Gwent League Division Division One 7 klubów Aberdare Valley League Division Two 9 klubów Cardiff & District League Division Two 10 klubów Cardiff Combination League Division Two 8 klubów Vale of Glamorgan League Division Two 13 klubów Pembrokeshire League Division Five 16 klubów | East Gwent League Division Two 9 klubów Gwent Central League Division Two 13 klubów Newport and District League Division One 16 klubów North Gwent League Division Division One 7 klubów Aberdare Valley League Division Two 9 klubów Cardiff & District League Division Two 10 klubów Cardiff Combination League Division Two 8 klubów Vale of Glamorgan League Division Two 13 klubów Pembrokeshire League Division Five 16 klubów | East Gwent League Division Two 9 klubów Gwent Central League Division Two 13 klubów Newport and District League Division One 16 klubów North Gwent League Division Division One 7 klubów Aberdare Valley League Division Two 9 klubów Cardiff & District League Division Two 10 klubów Cardiff Combination League Division Two 8 klubów Vale of Glamorgan League Division Two 13 klubów Pembrokeshire League Division Five 16 klubów |
| 10     | | | | | | | Newport and District League Division Two 16 klubów Aberdare Valley League Division Three 8 klubów Cardiff & District League Division Three 6 klubów | Newport and District League Division Two 16 klubów Aberdare Valley League Division Three 8 klubów Cardiff & District League Division Three 6 klubów | Newport and District League Division Two 16 klubów Aberdare Valley League Division Three 8 klubów Cardiff & District League Division Three 6 klubów | Newport and District League Division Two 16 klubów Aberdare Valley League Division Three 8 klubów Cardiff & District League Division Three 6 klubów |
| 11     | | | | | | | Aberdare Valley League Division Four 5 klubów | Aberdare Valley League Division Four 5 klubów | Aberdare Valley League Division Four 5 klubów | Aberdare Valley League Division Four 5 klubów |
| 12     | | | | | | | Aberdare Valley League Division Five 9 klubów | Aberdare Valley League Division Five 9 klubów | Aberdare Valley League Division Five 9 klubów | Aberdare Valley League Division Five 9 klubów |